# Dongou
Dongou är ett distrikt i Kongo-Brazzaville. Det ligger i departementet Likouala, i den nordöstra delen av landet, 800 km norr om huvudstaden Brazzaville.